# Beameromyia lunula
Beameromyia lunula är en tvåvingeart som beskrevs av Martin 1957. Beameromyia lunula ingår i släktet Beameromyia och familjen rovflugor.
Artens utbredningsområde är Arizona. Inga underarter finns listade i Catalogue of Life.